# Fujinuma Takumu
Takumu Fujinuma (藤沼 拓夢 Fujinuma Takumu, sinh ngày 14 tháng 6 năm 1997) là một cầu thủ bóng đá người Nhật Bản. Anh thi đấu cho Tochigi SC.

## Sự nghiệp
Takumu Fujinuma gia nhập câu lạc bộ tại J1 League Omiya Ardija năm 2016. Ngày 12 tháng 4 năm 2017, anh ra mắt ở J.League Cup (v Kashiwa Reysol). Vào tháng 7 năm anh chuyển đến Tochigi SC.

## Thống kê câu lạc bộ
Cập nhật đến ngày 22 tháng 2 năm 2018.
| Thành tích câu lạc bộ | Thành tích câu lạc bộ | Thành tích câu lạc bộ | Giải vô địch | Giải vô địch | Cúp                   | Cúp                   | Cúp Liên đoàn | Cúp Liên đoàn | Tổng cộng | Tổng cộng |
| Mùa giải              | Câu lạc bộ            | Giải vô địch          | Số trận      | Bàn thắng    | Số trận               | Bàn thắng             | Số trận       | Bàn thắng     | Số trận   | Bàn thắng |
| Nhật Bản              | Nhật Bản              | Nhật Bản              | Giải vô địch | Giải vô địch | Cúp Hoàng đế Nhật Bản | Cúp Hoàng đế Nhật Bản | J. League Cup | J. League Cup | Tổng cộng | Tổng cộng |
| --------------------- | --------------------- | --------------------- | ------------ | ------------ | --------------------- | --------------------- | ------------- | ------------- | --------- | --------- |
| 2016                  | Omiya Ardija          | J1 League             | 0            | 0            | 0                     | 0                     | 0             | 0             | 0         | 0         |
| 2017                  | Omiya Ardija          | J1 League             | 0            | 0            | 1                     | 0                     | 2             | 0             | 3         | 0         |
| 2017                  | Tochigi SC            | J3 League             | 12           | 1            | –                     | –                     | –             | –             | 12        | 1         |
| Tổng                  | Tổng                  | Tổng                  | 12           | 1            | 1                     | 0                     | 2             | 0             | 15        | 1         |